# Tomás Eloy Martínez
Tomás Eloy Martínez (San Miguel de Tucumán, 16 luglio 1934 – Buenos Aires, 31 gennaio 2010) è stato uno scrittore argentino.

## Biografia
Le sue prime esperienze lavorative avvengono come giornalista e critico cinematografico. In particolare a Buenos Aires collabora per il quotidiano La Nación dal 1957 al 1961 ed è caporedattore del settimanale Primera Plana dal 1962 al 1969. Successivamente è corrispondente a Parigi (1969-1970), direttore del settimanale Panorama (1970-1972) e del supplemento culturale del quotidiano La Opinión (1972-1974). Nel 1975, a causa del Processo di riorganizzazione nazionale, vale a dire la dittatura militare che colpì l'Argentina tra il 1976 e il 1983, è costretto all'esilio a Caracas, in Venezuela, dove rimarrà fino 1983. In questi anni lavora per il quotidiano El Nacional (1975-1977) e fonda El Diario de Caracas (1979). 
Al suo ritorno a Buenos Aires, dal 1991 al 1995 dirige il supplemento letterario «Primer Plano» del quotidiano Página/12, e dal 1996 scrive nuovamente per La Nación e sul The New York Times Syndicate.

## Lo stile
Fin dai suoi primi scritti letterari è evidente in Tomás Eloy Martínez il retaggio della sua attività di giornalista, come dimostra il saggio del 1961 Estructuras del cine argentino. La sua prima opera  letteraria è il romanzo Sagrado, del 1969. Con La pasión según Trelew (1974) Eloy Martínez  ritorna all'inchiesta giornalistica, questa volta dedicata all'assassinio di un gruppo di guerriglieri durante la dittatura di Lanusse.
Le sue opere successive mantengono il profilo di cronaca impegnata o di taglio critico-giornalistico: Los testigos de afuera (1978) e Retrato del artista enmascarado (1982) sono saggi letterari, Lugar común la muerte (1979) raccoglie diversi racconti sotto il comune tema della morte. Ne La novela de Perón (1985) si racconta sul filo tra verità e finzione la vita del presidente argentino Juan Perón. Seguono La mano del amo (1991), e il libro per cui ha guadagnato fama internazionale, Santa Evita, del 1995. Las memorias del general, del 1996, è una cronaca sugli anni settanta in Argentina. Nel 2002 ha vinto il Premio Internacional Alfaguara de Novela con il romanzo El vuelo de la reina. Réquiem por un país perdido (2003). El cantor de tango è la penultima opera dello scrittore, prima di Purgatorio del 2008. Nel 2009 gli viene conferito il premio Ortega y Gasset alla carriera, promosso dal quotidiano madrileno «El País» per i migliori lavori giornalistici del mondo. 
Tomás Eloy Martínez muore il 31 gennaio del 2010 a Buenos Aires.

## Opere
- 1961: Estructuras del cine argentino (saggio).
- 1969: Sagrado (romanzo).
- 1974: La pasión según Trelew.
- 1978: Los testigos de afuera (saggio di critica letteraria).
- 1979: Lugar común la muerte.
- 1982: Ramos Sucre. Retrato del artista enmascarado (saggio di critica letteraria).
- 1985: La novela de Perón (romanzo).
- 1991: La mano del amo (romanzo).
- 1995: Santa Evita (romanzo);
- 1996: Las memorias del General.
- 1999: El sueño argentino.
- 2000: Ficciones verdaderas.
- 2002: El vuelo de la reina (premio Alfaguara 2002).
- 2003: Réquiem por un país perdido.
- 2004: Las vidas del General.
- 2004: El cantor de tango (romanzo).
- 2006: La otra realidad (antologia di racconti).
- 2008: Purgatorio (romanzo).
- 2011: Argentina y otras crónicas (saggi e articoli giornalistici).

## Opere tradotte in italiano
- Santa Evita, trad. di S. Meucci, Milano, Guanda, 2003; poi in Roma, Edizioni SUR, 2013.
- Il volo della regina, trad. di P. Cacucci, Milano, Guanda, 2003.
- Il romanzo di Peron, trad. di P. Cacucci, Milano, Guanda, 1999.
- Purgatorio, trad. di Francesca Lazzarato, Roma, Edizioni SUR, 2015.

## Premi
- 2003: Premio Internacional Alfaguara de Novela con il romanzo El vuelo de la reina. Réquiem por un país perdido.
- 2009: Premio Ortega y Gasset alla carriera, promosso dal quotidiano madrileno «El País» per i migliori lavori giornalistici del mondo.